# Diócesis de Covington
La diócesis de Covington (en latín: Dioecesis Covingtonen(sis) y en inglés: Roman Catholic Diocese of Covington) es una circunscripción eclesiástica de la Iglesia católica en Estados Unidos. Se trata de una diócesis latina, sufragánea de la arquidiócesis de Louisville. Desde el 13 de julio de 2021 su obispo es John Curtis Iffert.

## Territorio y organización
La diócesis tiene 8696 km² y extiende su jurisdicción sobre los fieles católicos de rito latino residentes en 14 condados del estado de Kentucky: Boone, Bracken, Campbell, Carroll, Fleming, Gallatin, Grant, Harrison, Kenton, Lewis, Mason, Owen, Pendleton y Robertson.
La sede de la diócesis se encuentra en la ciudad de Covington, en donde se halla la Catedral basílica de la Asunción.
En 2021 en la diócesis existían 48 parroquias.

## Historia
La diócesis fue erigida el 29 de julio de 1853 con el breve Apostolici ministerii del papa Pío IX, obteniendo el territorio de la diócesis de Louisville (hoy arquidiócesis).
Originalmente sufragánea de la arquidiócesis de Cincinnati, el 10 de diciembre de 1937 pasó a formar parte de la provincia eclesiástica de Louisville.
El 14 de enero de 1988 cedió una parte de su territorio para la erección de la diócesis de Lexington mediante la bula Kentukianae ecclesiae del papa Juan Pablo II.

## Estadísticas
Según el Anuario Pontificio 2022 la diócesis tenía a fines de 2021 un total de 92 700 fieles bautizados.
| Año                                                                             | Población            | Población | Población      | Sacerdotes | Sacerdotes    | Sacerdotes    | Bautizados por sacerdote | Diáconos permanentes | Religiosos | Religiosos | Parroquias |
| Año                                                                             | Bautizados católicos | Total     | % de católicos | Total      | Clero secular | Clero regular | Bautizados por sacerdote | Diáconos permanentes | Varones    | Mujeres    | Parroquias |
| ------------------------------------------------------------------------------- | -------------------- | --------- | -------------- | ---------- | ------------- | ------------- | ------------------------ | -------------------- | ---------- | ---------- | ---------- |
| 1950                                                                            | 72 000               | 1 350 466 | 5.3            | 162        | 138           | 24            | 444                      |                      | 30         | 795        | 75         |
| 1966                                                                            | 92 500               | 1 303 000 | 7.1            | 234        | 214           | 20            | 395                      |                      | 37         | 1020       | 85         |
| 1970                                                                            | 103 500              | 1 400 000 | 7.4            | 209        | 190           | 19            | 495                      |                      | 43         | 1178       | 85         |
| 1976                                                                            | 104 500              | 1 500 000 | 7.0            | 197        | 177           | 20            | 530                      |                      | 32         | 981        | 83         |
| 1980                                                                            | 110 200              | 1 524 000 | 7.2            | 200        | 180           | 20            | 551                      |                      | 25         | 1081       | 84         |
| 1990                                                                            | 79 995               | 398 200   | 20.1           | 125        | 123           | 2             | 639                      | 10                   | 12         | 528        | 51         |
| 1999                                                                            | 85 202               | 401 127   | 21.2           | 115        | 113           | 2             | 740                      | 18                   | 9          | 430        | 48         |
| 2000                                                                            | 86 031               | 401 127   | 21.4           | 96         | 95            | 1             | 896                      | 23                   | 7          | 418        | 47         |
| 2001                                                                            | 88 896               | 401 127   | 22.2           | 96         | 95            | 1             | 926                      | 22                   | 10         | 416        | 47         |
| 2002                                                                            | 88 485               | 464 629   | 19.0           | 93         | 92            | 1             | 951                      | 22                   | 11         | 405        | 47         |
| 2003                                                                            | 87 884               | 464 629   | 18.9           | 95         | 92            | 3             | 925                      | 24                   | 14         | 418        | 47         |
| 2004                                                                            | 89 736               | 464 629   | 19.3           | 91         | 89            | 2             | 986                      | 28                   | 10         | 372        | 46         |
| 2006                                                                            | 92 250               | 471 000   | 19.6           | 92         | 83            | 9             | 1002                     | 28                   | 16         | 346        | 47         |
| 2013                                                                            | 91 904               | 518 000   | 17.7           | 95         | 81            | 14            | 967                      | 33                   | 20         | 281        | 47         |
| 2016                                                                            | 88 874               | 526 378   | 16.9           | 99         | 87            | 12            | 897                      | 39                   | 17         | 263        | 47         |
| 2019                                                                            | 91 895               | 532 567   | 17.3           | 98         | 89            | 9             | 937                      | 40                   | 13         | 208        | 48         |
| 2021                                                                            | 92 700               | 538 446   | 17.2           | 92         | 85            | 7             | 1007                     | 40                   | 9          | 194        | 48         |
| Fuente: Catholic-Hierarchy, que a su vez toma los datos del Anuario Pontificio. |                      |           |                |            |               |               |                          |                      |            |            |            |

## Episcopologio
- George Aloysius Carrell, S.I. † (23 de julio de 1853-25 de septiembre de 1868 falleció)
- Augustus Maria Bernard Anthony John Gebhard Toebbe † (24 de septiembre de 1869-2 de mayo de 1884 falleció)
- Camillus Paul Maes † (1 de octubre de 1884-11 de mayo de 1915 falleció)
- Ferdinand Brossart † (29 de noviembre de 1915-2 de marzo de 1923 renunció[nota 1])
- Francis William Howard † (26 de marzo de 1923-18 de enero de 1944 falleció)
- William Theodore Mulloy † (18 de noviembre de 1944-1 de junio de 1959 falleció)
- Richard Henry Ackerman, C.S.Sp. † (4 de abril de 1960-28 de noviembre de 1978 retirado)
- William Anthony Hughes † (13 de abril de 1979-4 de julio de 1995 retirado)
- Robert William Muench (5 de enero de 1996-15 de diciembre de 2001 nombrado obispo de Baton Rouge)
- Roger Joseph Foys (31 de mayo de 2002-13 de julio de 2021 retirado)
- John Curtis Iffert, desde el 13 de julio de 2021